# Pseudoterinaea seticornis
Pseudoterinaea seticornis är en skalbaggsart som först beskrevs av J. Linsley Gressitt 1940.  Pseudoterinaea seticornis ingår i släktet Pseudoterinaea och familjen långhorningar. Inga underarter finns listade i Catalogue of Life.